# Le Défenseur (film, 1916)
Pour plus de détails, voir Fiche technique et Distribution.
Le Défenseur (The Sin Ye Do) est un film de procès américain réalisé par Walter Edwards, sorti en 1916.

## Synopsis
Un brillant avocat, qui a une réputation de tombeurs auprès des femmes, refuse de défendre une jeune femme après en avoir fait la promesse...

## Fiche technique
- Titre : Le Défenseur
- Titre original : The Sin Ye Do
- Réalisation : Walter Edwards
- Scénario : J. G. Hawks (en) et John Lynch
- Photographie : Devereaux Jennings
- Production : Thomas H. Ince
- Pays de production : États-Unis
- Format : Noir et blanc - 1,33:1 - Film muet
- Genre : drame
- Date de sortie : 1916

## Distribution
- Frank Keenan : Barret Steele
- Margery Wilson : Alice Ward
- David Hartford : Dace Whitlock
- Margaret Thompson : Rose Darrow
- Howard C. Hickman : Robert Darrow
- Louise Brownell : Mary Ward
- John Gilbert : Jimmy
- Walt Whitman : Thompson